# Ан-Мари Макдоналд
Ан-Мари Макдоналд (на английски: Ann-Marie MacDonald) е канадска актриса, водеща на предавания, писателка и драматург, авторка на произведения в жанра социална драма, исторически роман и документалистика.

## Биография и творчество
Ан-Мари Макдоналд е родена на 29 октомври 1958 г. в Базата на канадските сили Баден-Зьолинген (близо до Баден-Баден), Германия. Семейството ѝ се мести според военните задачи, като същевременно поддържа връзки с остров Кейп Бретон, откъдето е баща ѝ, имащ шотландски произход, и майка ѝ, от ливански произход. Завършва гимназия в Отава и следва в продължение на година в университета Карлетон. Следва в Националното театрално училище в Монреал, което завършва през 1980 г. След дипломирането си се премества в Торонто, където работи като актриса.
През 1988 г. е постановена самостоятелната ѝ пиесата „Лека нощ, Дездемона (Добро утро, Жулиета)“. Тя е вдъхновена от Шекспировите пиеси „Отело“ и „Ромео и Жулиета“. В историята изследователката Констанс Ледбели дешифрира загадъчен ръкопис, за който смята, че е първоизточникът на трагедиите, и се пренася в самите пиеси. Там тя преминава през битки, танци, съблазни и диви изненади, и спасява двете героини от смъртта, като през цялото време участва в лично пътуване на себеоткриване. Пиесата получава наградата на генералния губернатор за драма, канадската награда за пиеса „Флойд С. Чалмърс“ и наградата за драма на Канадската асоциация на авторите.
Първият ѝ роман „На колене“ е издаден през 1996 г. Историята представя живота на едно откъснато от обществото семейство в Кейп Бретон, което е оплетено от силни емоции, липса на контрол и кръвосмешение. В него три дъщери са подложени на насилие от страна на бащата, без да може майка им да се противопостави, три сестри, които търсят упование в музиката, Господ и в непостижимите си мечти. Романът става международен бестселър и печели Наградата на Британската общност за писатели за дебют, а през 2002 г. е избран от Опра Уинфри за нейния Книжен клуб.
Следващият ѝ роман „Как лети враната“ от 2003 г. е история за младо момиче и нейното семейство, които преживяват поредица от тревожни събития, докато са разположени във военновъздушна база в Канада по време на кубинската ракетна криза, и последствията от това в живота им. Романът получава наградата „Либрис“ за книга на годината.
Макдоналд е домакин на документалната поредица на CBC, Life and Times, в продължение на седем сезона в периода 1996 – 2007 г. и е домакин на водещата документална програма на CBC, Doc Zone, в продължение на осем сезона. Участва от 1983 г. като актриса в главни и във второстепенни роли в множество филми и телевизионни сериали. За участието си във филма „Къде живее духът“ от 1989 г. получава наградата „Джемини“.
Тя обучава от 2014 г. студенти в програмите по актьорско майсторство и драматургия в Националното театрално училище на Канада в Монреал.
През 2008 г. е удостоена с почетна докторска степен по хуманитарни науки от университета на Уиндзор. През декември 2018 г. е удостоена с отличието офицер от Ордена на Канада, в знак на признание за „нейния многостранен принос към изкуствата в Канада и за нейното застъпничество за ЛГБТ и правата на жените“.
Женена е от 2003 г. за канадската театрална режисьорка и драматург Алиса Палмър. Осиновяват две момичета.
Ан-Мари Макдоналд живее със семейството си в Монреал.

## Произведения

### Самостоятелни романи
- Fall on Your Knees (1996)[1][3][6]
На колене, изд. „Епсилон“ (2003), прев.
- The Way the Crow Flies (2003) – с Ане Мари Макдоналд
- Adult Onset (2012)
- Fayne (2022)

### Пиеси
- Nancy Drew, The Case of the Missing Mother (1984) – с Бевърли Купър[5]
- Clue in the Fast Lane (1985) – с Бевърли Купър[4]
- Goodnight Desdemona (Good Morning Juliet) (1988)[1][3]
- The Arab's Mouth (1990)
- The Attic, the Pearls and Three Fine Girls (1995) – с Дженифър Бруин, Марта Рос, Лия Черняк и Алиса Палмър

### Документалистика
- Belle Moral (2006)[1]

## Филмография

### Филми
- The Wars (1983)
- Unfinished Business (1984)
- I've Heard the Mermaids Singing (1987)
- Where the Spirit Lives (1989)
- Там, където е сърцето, Where the Heart Is (1990)
- Paint Cans (1994)
- Getting Away with Murder (1996)
- Better Than Chocolate (1999)

### Телевизия
частино представяне
- Въздушен вълк, Airwolf (1987) – тв сериал
- Алфред Хичкок представя, Alfred Hitchcock Presents (1987 – 1989) – тв сериал
- Ел Връзки, The L Word (2006) – тв сериал